# Bábakút
Bábakút (ukránul: Бабичі) település Ukrajnában, Kárpátalján, a Munkácsi járásban.

## Fekvése
Munkácstól keletre, Beregpapfalva és Pálfalva közt fekvő település.

## Nevének eredete
A Bábafalva helységnév magyar eredetű, a magyarban [1424: Baba (György), románban és ruszinban egyaránt előforduló Bába családnévnek és a birtokos személyjellel ellátott falu főnévnek az összetételével keletkezett. 
A helységnév utótagja, a magyar kút ’víznyerő hely’ főnév a Kutka-tag félreértelmezése miatt került a névbe, (Kutkafalva). A ruszinban használt, 1946-tól hivatalos Бабичі ’Bábáék’ párhuzamos névadással keletkezett.

## Története
Bábafalva nevét 1478-ban említették először Bábafalva, 1599-ben Babosfalva, 1630-ban Babafalua (Conscr. Port.), 1645-ben Baba Falwa, 1773-ban Babafalva, Bábafalva, Babitsch, Babicš, 1851-ben Bábafalu, Bibici, 1877-ben Bábafalva, Babicsi (Hnt.), 1913-ban Bábakút, 1925-ben Babič, 1930-ban Babiče, 1944-ben Bábakút, Бабичu (Hnt.), 1983-ban Бабичі, Бабичu (ZO). 
Bábakút 1889-ben jött létre Bábafalva és Kutkafalva egyesülésekor, mai neve a két településnév előtagjának összevonásából keletkezett.
1910-ben 1017 lakosából 103 magyar, 29 német, 885 ruszin volt. Ebből 970 görögkatolikus, 37 izraelita volt.
A trianoni békeszerződés előtt Bereg vármegye Felvidéki járásához tartozott.